# Bassaniodes ferus
Bassaniodes ferus is een spinnensoort uit de familie van de krabspinnen (Thomisidae).
De wetenschappelijke naam van de soort werd in 1876 als Xysticus ferus gepubliceerd door Octavius Pickard-Cambridge.